# High Priestess of Soul
High Priestess of Soul — студійний альбом джазової співачки, піаністки та авторки пісень Ніни Сімон. Пісні виконуються у супроводі великого оркестру під керівництвом та аранжуванням Гела Муні. До альбому увійшли як поп-пісні (наприклад, «Don't You Pay Them No Mind»), так і афроамериканські пісні в стилі госпел та фолк, написані самою Сімон (наприклад, «Take Me to the Water» та «Come Ye»). Після цієї назви альбому — спроби менеджерів розширити її привабливість — Ніну Сімон іноді називали «верховною жрицею душі», хоча сама вона повністю відкидала цей титул, оскільки він навішував ярлик на неї як на артистку. Однак, за словами її доньки Лізи, вона ніколи не ненавиділа це прізвисько.

## Пісні
Пісні «I Hold No Grudge» та «He Ain't Coming Home No More» були написані у співавторстві з Енді Бадейлом, псевдонімом Анджело Бадаламенті, який пізніше став відомим як композитор саундтреків до фільмів Девіда Лінча. Симон записала також «Another Spring» Бадаламенті та Кліффорда для свого альбому Nina Simone and Piano, що вийшов 1969 року.
Більш ранній запис соул-джазового хіта «Work Song» Нета Еддерлі та Оскара Брауна-молодшого був представлений на альбомі Forbidden Fruit 1961 року, а також увійшов до збірки Nina's Choice 1963 року. У 1966 році, через два роки після її відходу з Colpix, той самий запис із сесій Forbidden Fruit, але з додаванням струнних, знову з'явився на платівці With Strings.
Останній трек «I Love My Baby» — це композиція Енді Страуда, за яким Симон була одружена з 1960 по 1970 рік. Його компанія Stroud Productions також випустила багато її альбомів.

## Трек-лист
| Сторона 1 | Сторона 1                                                | Сторона 1  |
| #         | Назва                                                    | Тривалість |
| --------- | -------------------------------------------------------- | ---------- |
| 1.        | «Don't You Pay Them No Mind» (Річард Алерт, Боббі Скотт) | 3:05       |
| 2.        | «I'm Gonna Leave You» (Руді Стівенсон)                   | 2:15       |
| 3.        | «Brown Eyed Handsome Man» (Чак Беррі)                    | 2:02       |
| 4.        | «Keeper of the Flame» (Чарльз Деррінджер)                | 3:21       |
| 5.        | «The Gal from Joe's» (Дюк Еллінгтон, Ірвінг Міллс)       | 2:43       |
| 6.        | «Take Me to the Water» (Ніна Сімон)                      | 2:49       |

| Сторона 2 | Сторона 2                                               | Сторона 2  |
| #         | Назва                                                   | Тривалість |
| --------- | ------------------------------------------------------- | ---------- |
| 7.        | «I'm Going Back Home» (Стівенсон)                       | 2:47       |
| 8.        | «I Hold No Grudge» (Анджело Бадаламенті, Джон Кліффорд) | 2:17       |
| 9.        | «Come Ye» (Сімон)                                       | 3:34       |
| 10.       | «He Ain't Comin' Home No More» (Бадаламенті, Кліффорд)  | 3:06       |
| 11.       | «Work Song» (Нет Еддерлі, Оскар Браун)                  | 3:03       |
| 12.       | «I Love My Baby» (Енді Страуд)                          | 4:00       |
| 35:51     |                                                         |            |